# 哲学基本问题
哲学基本问题（德語：Grundfrage der Philosophie）是一個馬克思主義哲學中的術語，又称哲学根本问题或哲学最高问题。恩格斯于1886年在《费尔巴哈和德国古典哲学的终结》中，第一次明确提出全部哲学的基本问题“是思维和存在的关系问题”。他认为哲学的基本问题有两个方面：
- 思维和存在的第一性問題，即何者為本原的問題；
- 思维和存在的同一性問題，即思維能否正確認識存在的問題。

换言之，哲学的基本问题就是意识和物质之间的关系问题。根据对这个问题的不同回答可以形成如下的哲学对立派别：
- 对物质和意识的第一性問題，即何者為本原的問題的不同回答：
  - 若认为物质第一性，意识第二性，意识是物质的产物，则属于唯物主义哲学；
  - 若认为意识第一性，物质第二性，物质是意识的产物，则属于唯心主义哲学。
- 对物质和意识的同一性問題，即意识能否正確認識物质的問題的不同回答：
  - 若认为意识可以正確認識物质，物质和意识具有同一性，则属于可知论；
  - 若认为意识不可以正確認識物质或不能完全正確認識物质，物质和意识不具有同一性，则属于不可知论。

需要注意的是，哲學基本問題並不是指「形上學」、「認識論」、「倫理學」等哲學所研究的基本問題，而是特指恩格斯所提出的思維與存在的關係問題。